# Curdworth
Curdworth är en ort och civil parish i Storbritannien.   Den ligger i grevskapet Warwickshire och riksdelen England, i den södra delen av landet, 160 km nordväst om huvudstaden London. Curdworth ligger 89 meter över havet och antalet invånare är 1 500.
Terrängen runt Curdworth är platt. Runt Curdworth är det tätbefolkat, med 819 invånare per kvadratkilometer. Närmaste större samhälle är Birmingham, 12,4 km sydväst om Curdworth. Trakten runt Curdworth består till största delen av jordbruksmark.